# نام من لو کی وان است
نام من لو کی وان است (انگلیسی: My Name Is Loh Kiwan; کره‌ای: 로기완) یک فیلم درام محصول سال ۲۰۲۴ کره جنوبی به کارگردانی کیم هی جیت و با بازی سونگ جونگ کی و چوی سونگ اون است. این فیلم برپایه رمان من با لو کی وان ملاقات کردم اثر نویسنده چو هه جین است که در سال ۲۰۱۹ منتشر شد و داستان یک فراری از کره شمالی را روایت می‌کند که تنهایی به بلژیک برای پناهندگی سفر کرده‌است. این فیلم به صورت جهانی در نتفلیکس در ۱ مارس ۲۰۲۴ منتشر شد.

## بازیگران

### اصلی
- سونگ جونگ کی در نقش لو کی وان، یک فراری از کره شمالی[۳]
- چوی سونگ اون در نقش ماری لی، یک ورزشکار تیراندازی سابق[۳]